# ISO 15924
ISO 15924 je mezinárodní standard definující kódy písem, vydaný Mezinárodní organizací pro normalizaci. Standard definuje dvě sady kódů: každé písmo má přiřazen jednak čtyřpísmenný kód, jednak trojciferné číslo. Písmenný kód se zpravidla zapisuje s prvním písmenem velkým a ostatními malými (např. Latn), aby se odlišil od jiných podobných kódů.
Registrační autoritou pro tento kód je Unicode Consortium (organizace spravující Unicode); v čele registrační autority je Michael Everson.
Písmenné kódy podle ISO 15924 se používají mimo jiné v IETF kódech, kde umožňují rozlišit různé způsoby zápisu nějakého jazyka (např. srbština zapsaná cyrilicí se označuje kódem sr-Cyrl, zatímco týž jazyk psaný latinkou má kód sr-Latn).

## Historie
Potřeba kódu pro písma se poprvé objevila na jednáních komise ISO TC37 (terminologie a další jazykové prostředky) na konci 80. let 20. století (na základě návrhu DIN), ale první návrh takového kódu vytvořil Michael Everson až kolem roku 1993. Jelikož se TC37 práci na tomto kódu příliš nevěnovala, nabídnul svůj návrh komisi ISO TC46/SC2 (transliterace a transkripce), která se mu začala záhy věnovat (a chvíli na kódu pracovaly obě komise současně). Další dva návrhy vznikly v roce 1998. V roce 2001 pak byla norma vydána ve formě návrhu mezinárodního standardu (ISO/DIS). Finální verze normy vyšla v roce 2004, přičemž se zde oproti předchozím verzím počítalo s využitím externí registrační autority, kterou se stalo Unicode Consortium, které do jejího čela jmenovalo Michaela Eversona.

## Přiřazení kódů
Pokud se písmo jmenuje podle jazyka, je písmenný kód pokud možno odvozen z kódu tohoto jazyka podle ISO 639-2 (v bibliografické variantě), např. gudžarátština má v ISO 639-2 kód guj a gudžarátské písmo má v ISO 15924 kód Gujr.
Číselný kód je definován systematicky:
- 000–099 – Hieroglyfická a klínová písma
- 100–199 – Abecední písma psaná zprava doleva
- 200–299 – Abecední písma psaná zleva doprava
- 300–399 – Abugidy
- 400–499 – Sylabická písma
- 500–599 – Ideografická písma
- 600–699 – Nerozluštěná písma
- 700–799 – Nepoužito
- 800–899 – Nepoužito
- 900–999 – Soukromé kódy, aliasy, speciální kódy

V rámci každé kategorie je číslování pokud možno chronologické a na základě vývoje písem, přičemž mezi přidělenými kódy jsou ponechávány nepoužité mezery pro případné v budoucnu přidělené kódy.